# Gentianella patula
Gentianella patula là một loài thực vật có hoa trong họ Long đởm. Loài này được (Kirk) Holub mô tả khoa học đầu tiên năm 1968.